# Amphion (bướm đêm)
Amphion là một chi bướm đêm thuộc họ Sphingidae.

## Hình ảnh

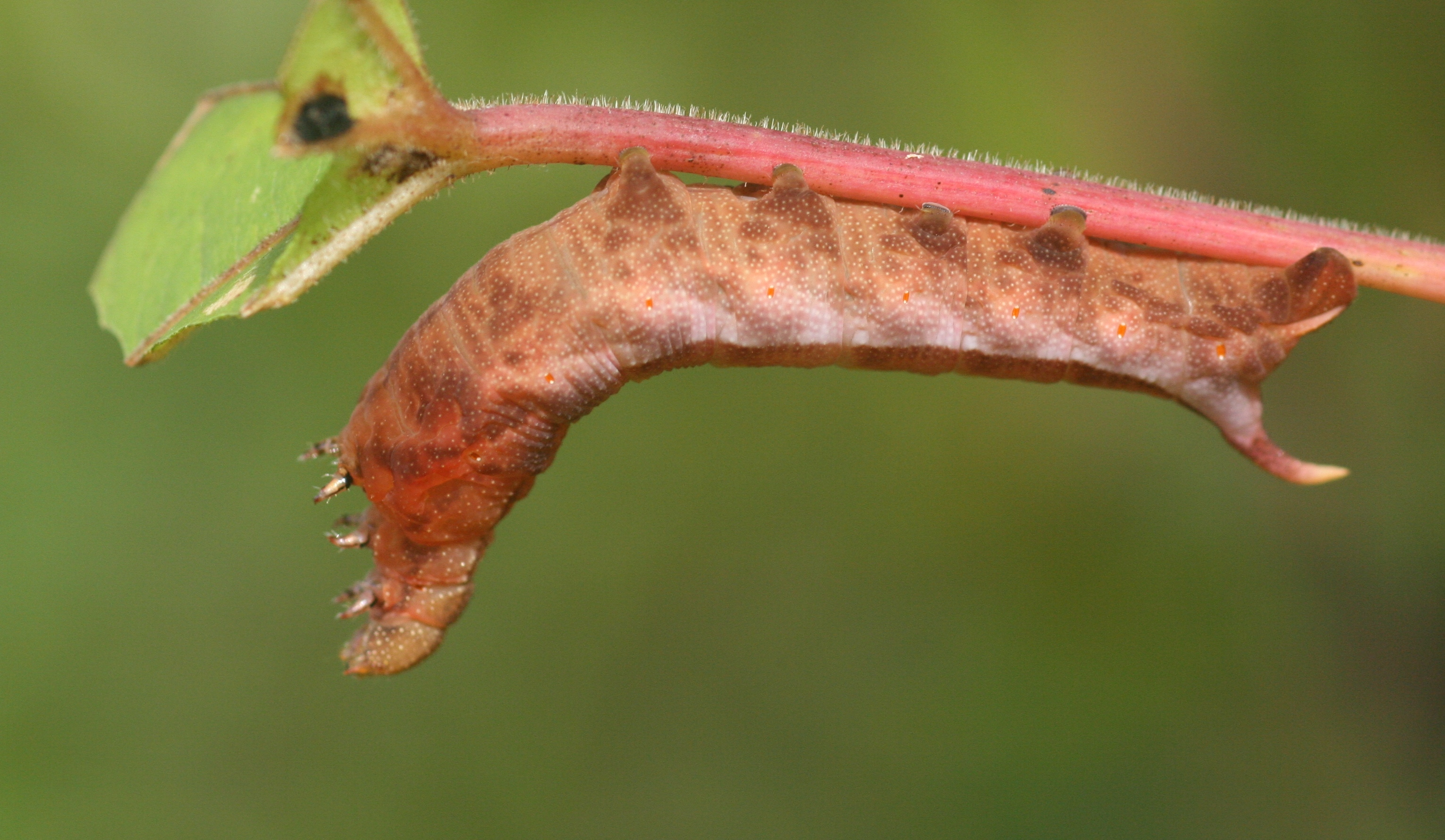
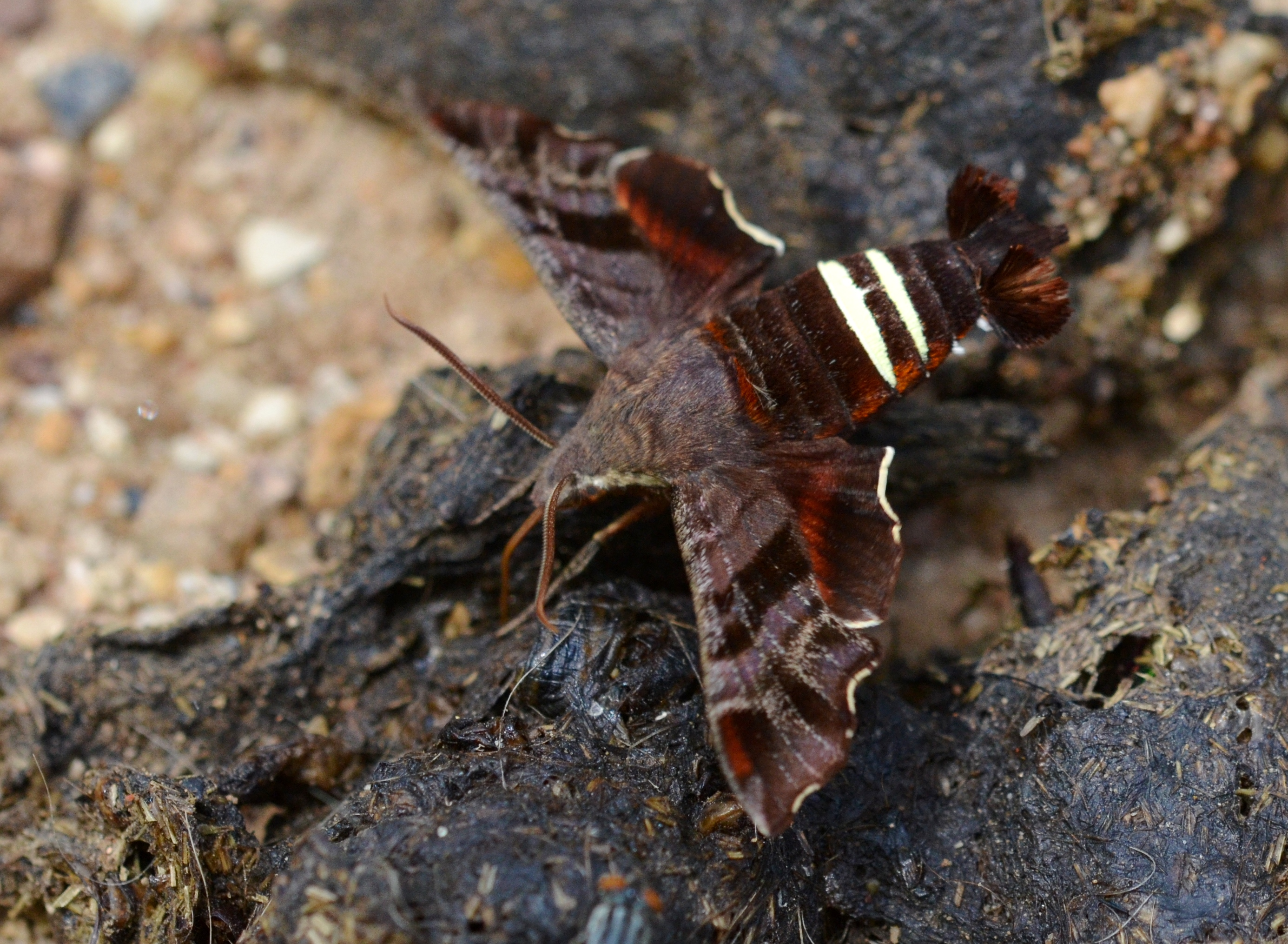

## Các loài
- Amphion floridensis Clark, 1920
- Amphion ocypete Houttuyn, 1767